# クロラムブシル
クロラムブシル（Chlorambucil） は、抗がん剤の一つ。
グラクソ・スミスクラインより、「Leukeran（リューケラン）」として販売されている。日本では未販売。